# Grondinjectie

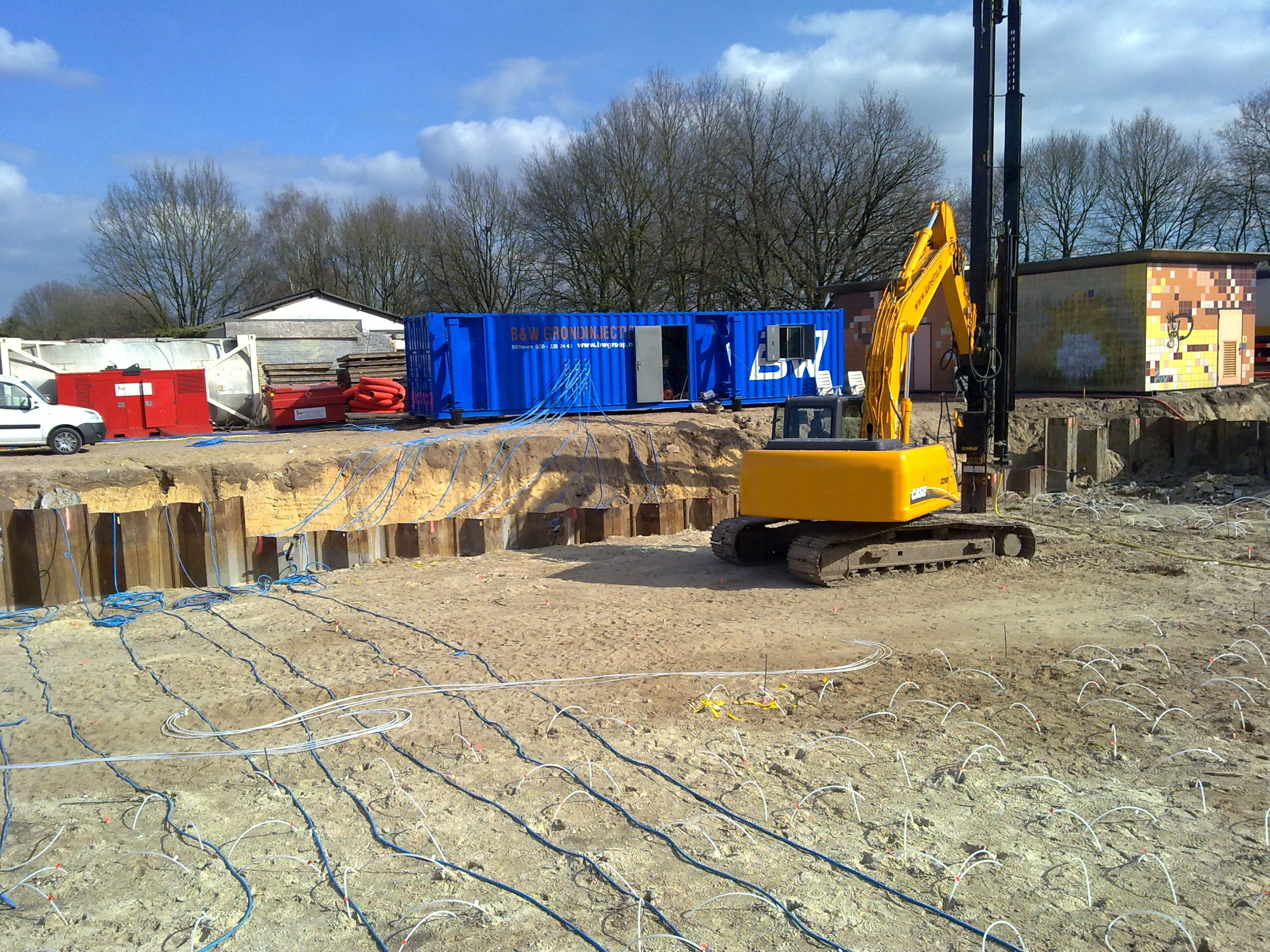
Horizontale grondinjectie in uitvoering

Grondinjectie is een vorm van grondstabilisatie.
Grondinjectie is het ondergronds verlijmen van zandkorrels met een mengsel van water, waterglas en een stollingsmiddel, harder, in de vorm van een ester, teneinde een stabiele ondergrond voor bouwwerkzaamheden te verkrijgen en te voorkomen dat grondwater infiltreert. Men onderscheidt horizontale grondinjectie en verticale constructieve grondinjectie. Er is ook een combinatie mogelijk van beide soorten grondinjectie.

## Horizontale grondinjectie
In het geval van horizontale grondinjectie ontstaat er een horizontale geleiachtige laag, de zogenaamde gellaag, die op een bepaalde diepte de toestroom van het grondwater vanaf de onderzijde afremt.
Hiertoe moet er rondom de bouwput een verticale grondkering aangebracht worden die het grondwater zijdelings keert. De verticale grondkering bestaat traditioneel uit een stalen damwand, een Cutter Soil Mix (CSM) wand, of een diepwand.
Vervolgens wordt er binnen de verticale grondkering een gelijkzijdig driehoekig stramien uitgezet.
Op dit stramien worden er, op basis van door berekeningen bepaalde diepte, injectienippels, deze functioneren op het principe van een fietsventiel, en injectieslangen loodrecht in de grond geplaatst. De injectieslangen worden aangesloten op een aantal pompen die onder (relatief) lage druk een aantal liters, ook op basis van berekeningen, van het mengsel in de grond pompen.
Hierdoor ontstaat er om iedere injectienippel onder invloed van de wet van Pascal een bol van het mengsel dat de plaats inneemt van het grondwater tussen de zandkorrels. De bollen overlappen elkaar en zijn na verloop van 7 dagen uitgehard en vormen zodoende de gellaag die het grondwater keert.
Samen met de verticale grondkering is er zodoende een waterkerende bouwput ontstaan die na bemaling droog uitgegraven kan worden en droog blijft.
De ontgraving van de bouwput kan echter niet tot de waterkerende gellaag plaatsvinden omdat er nog een laag zand op moet blijven drukken die in evenwicht moet zijn met de onderliggende grondwaterdruk. De gellaag bevindt zich immers onder het grondwaterniveau en moet aan de wet van Archimedes gehoorzamen.
|  |  |  |  |  |  |

## Verticale constructieve grondinjectie
Verticale constructieve grondinjectie vindt op een soortgelijke wijze plaats, het is echter verticaal en constructief. Het te injecteren mengsel bestaat uit minder water, meer waterglas en meer harder.
Na het uitharden van het mengsel wordt iedere geïnjecteerde bol tot een harde substantie die vergelijkbaar is met zandsteen.
Zo kan door pompen het mengsel worden geïnjecteerd onder een fundering van een bestaand gebouw door middel van schuin in de grond geplaatste injectielansen, die na injectie verwijderd worden.
Na zeven dagen zijn er opeengestapelde verharde bollen ontstaan, die de druk van de fundering van het gebouw weerstaan. Daarna kan de grond pal naast de fundering worden afgegraven.
|  |  |  |  |  |